# Nate Colbert
Nate Colbert (St Louis, Misuri, 9 de abril de 1946-5 de enero de 2023) fue un beisbolista estadounidense que jugó diez temporadas con cinco equipos en la MLB y participó tres veces en el Juego de Estrellas de las Grandes Ligas de Béisbol principalmente en la posición de primera base.

## Biografía
En 1964 firma con los St Louis Cardinals como agente libre, justo un año antes del nacimiento del Draft de la MLB. Fue elegido en el Draft invernal de la MLB por los Houston Astros, equipo en el que jugó tres temporadas hasta ser traspasado a los San Diego Padres en 1968 por el Draft de expansión. La temporada de 1969 sería su primera temporada completa, liderando al equipo con 24 cuadrangulares, promedio de bateo de .255 y 66 carreras impulsadas.
Participó 3 veces en el Juego de Estrellas de las Grandes Ligas de Béisbol entre 1971 y 1973, teniendo su mejor día el 1 de agosto de 1972 en el que conectó 5 cuadrangulares en un día de dos partidos impulsando 13 carreras, siendo actualmente uno de dos jugadores en consguirlo, junto a Stan Musial, ganando ambos partidos ante Atlanta Braves por 9-0 y 11-7. En esa temporada Colbert conectó 38 cuadrangulares, finalizando en octavo lugar en la lista por el MVP de la Liga Nacional y en segundo lugar en la lista de cuadrangulares de la temporada solo detrás de Jhonny Bench de Cincinnati Reds que conectó 40. Sus 111 carreras impulsadas en la temporada fueron el récord de contribuciones de carreras para un jugador en su equipo (22,75%) hasta que en 2018 el récord fue superado.
Luego de que su promedio de bateo en 1973 fuera de apenas .207 fue traspasado a los Detroit Tigers a cambio de Ed Brinkman, Bob Strampe y Dick Sharon en una transacción que involucró a tres equipos, que también terminó mandando a Brinkman a los St. Louis Cardinals por Sonny Siebert, Alan Foster y Rich Folkers, y Danny Breeden pasó de los Padres a los Cardinals para completar las transacciones. 
Luego de batear para .147 con cuatro cuadrangulares y dieciocho RBI en 45 partidos, Colbert fue vendido a los Montreal Expos el 15 de junio de 1975. Pasó la temporada de 1976 en las ligas menores para jugar con los Oakland Athletics al final de la temporada. Fue al campo de entrenamiento de primavera del equipo de expansión Toronto Blue Jays en 1977, pero se vio forzado a retirarse a los treinta años por problemas en la espalda.
Colbert jugó en nueve temporadas consecutivas con equipos que terminaron en último lugar de 1968 a 1976. Solo los equipos de su inicio y retiro escaparon de esa estadística: los Houston Astros de 1966 (octavo lugar entre diez equipos de la liga), y los Oakland Athletics de 1976 (segundo lugar de su división). En 1975 Colbert jugó para dos equipos en último lugar: Detroit y Montreal.
Colbert fue el primer jugador considerado estrella de los Padres, y todavía tiene el récord de cuadrangulares del equipos con 163. Fue introducido a la clase inaugural del Salón de la fama Padres de San Diego en 1999.
En diez temporadas participó en 1004 partidos, Colbert tuvo un promedio de bateo de por vida de .243, 173 cuadrangulares, 520 carreras impulsadas. Principalmente jugó en la primera base, y en otros 66 partidos jugó en las tres posiciones del outfield.